# Шести крсташки рат
Шести крсташки рат је вођен у периоду од 1228. до 1229. године. Повео га је светоримски цар Фридрих II у договору са египатским султаном Малик ел Камилом који је био у рату са својим братом Муазамом, владарем Јерусалима. Иако је првобитни план пропао због смрти Муазамове, Фридрих у договору са Камилом ипак осваја Јерусалим. Према томе, Шести крсташки рат формално је завршен крсташком победом.

## Увод
Након пропасти Петог крсташког рата, све очи биле су упрте у немачког цара Фридриха II. Он је почетком 1227. године почео да укрцава своју војску у јужну Италију. Ово је оснажило витезове Тевтонце чији је ред својевремено основао Фридрих Барбароса. Они су били под управом немачког цара, а не папе Гргура IX. Папа није био задовољан покретањем новог похода јер Фридрих није питао њега за дозволу. Годину дана раније Фридрих се оженио Изабелом, ћерком Јована Бријена, јерусалимског краља, тако на је постао наследник јерусалимске круне. Она му рађа сина Конрада и убрзо умире.

## Почетак
Покретање крсташког рата није била Фридрихова идеја већ идеја египатског султана Малик ел Камила који је ушао у сукоб са својим братом Малик ел Муазамом, владарем Јерусалима и Дамаска. Зато ал Камил позива у помоћ свога пријатеља Фридриха са којим је одржавао везе још од претходног похода. Предлаже му да са својом војском нападне Јерусалим и тако поправи свој положај пред папом и црквом која је претила да га екскомуницира. Фридрих пристаје.

## Фридрихов сукоб са папом
У Фридриховој армији је поред витезова Тевтонаца учествовало и мноштво муслимана из Лукере. То је изазвало скандал у Европи па је Фридрих назван Антихристом. У бродове за Акру укрцало се 3000 витезова и око 10.000 разних ходочасника. Фридриха је баш тада ухватила нека болест па је остао у Отранту. Када је то чуо, папа Григорије га је екскомуницирао (28. септембра 1227) мислећи да Фридрих припрема неки трик уперен против њега. Фридрих је пре одласка у Свету земљу (почетком 1228) послао папи увредљиво писмо наводећи да је управо папа тај који саботира поход. Као одговор на то, папа га поново екскомуницира. Потом му одузима Сицилију и јужну Италију и окреће целу Европу против њега. Јован Бријен је лично предводио папске трупе које су напале царске територије док се овај налазио у Египту.

## Освајање Јерусалима
У међувремену умире ал Муазам, а наслеђује га син ал Назир на кога Камил врши јак утицај. Потреба за уплитањем Фридриха сада престаје. Онда су дошли до изражаја чисти односи између Камила и Фридриха. Фридрих објашњава Камилу свој положај и признаје му да нема довољно војске да освоји Јерусалим. Његове земље у Европи биле су у великој опасности; могао је да их спасе само великим успехом у Светој земљи.
Договорено је да се исфорсира макар привидан сукоб у коме ће крсташи однети победу. Крајем новембра 1228. крсташи крећу из Акре ка Јафи. Темплари и Хоспиталци нису учествовали (јер су били у служби папе), али су се ипак нашли у близини не би ли му могли помоћи у опасности. Камил је разгласио да крсташка војска доноси велику опасност и да мора започети са преговорима (на шта га и Куран обавезује).
Дана 29. фебруара 1229. године склопљен је мир на 10 година. Крсташи добијају Јерусалим без борбе. Муслимани су добили право на Куполу на Стени и џамију Ел Акса и право на слободан приступ у град ради молитве (слично као и крсташи уговором из Јафе након завршетка Трећег похода).

## Последице
Овај споразум био је изузетан потез обојице владара. По први пут Јерусалим је подељен између две стране. Домаћи крсташи били су одушевљени. Ипак, нису сви мислили исто. Фридрих је имао великих неприлика са Темпларима и са папом, а ал Камил је проглашен издајником ислама. На улицама Багдада, Алепа и Мосула могли су се чути жестоки протести против египатског султана. Папа је на свети град одмах бацио интердикт. Након уласка у Јерусалим, Фридрих је посетио Цркву Светог Гроба, а потом и Ел Аксу где је провео цео да у разговору са муслиманским свештеницима. Дана 1. маја 1229. године напустио је Свету земљу и више се није враћао.